# 데일 라울
데일 라울(Karen Dale Raoul, 1956년 8월 16일 ~ )은 미국의 배우, 텔레비전 배우, 영화배우, 성우이다.
미줄라에서 태어났다.

## 영화
- 더 라비린스 (2017년)
- 더 브론즈 (2015년)
- 컨빈싱 클루니 (2010년)
- 트루 블러드 (2008년)
- 세븐 파운즈 (2008년)
- 더 오피스 1 (2005년)
- 멕시칸 (2001년)
- 뷰티풀 (2000년)
- 블래스트 (1999년)
- 네트 포스 (1999년)
- 데스 베네피트 (1996년)
- 프렌즈 (1994년)
- 론머 맨 (1992년)
- 내전 (1991년)